# 蕃地 (鳳林郡)
花蓮港廳鳳林郡蕃地於昭和十二年（1937年）成立，轄區包括今花蓮縣萬榮鄉。

## 行政區劃
- 今西林村：

チヤカン社（知亞干/平林）
- 今見晴村：

見晴社（新白楊，1940年由部分古白楊、レボック與巴托諾夫建立）
- 今萬榮村：

森坂社
- 今明利村：

タガハン社（大加汗/長漢）
- 今馬遠村：

マホワン社（馬候宛/馬遠）
- 今紅葉村：

エフナン社（埃夫南/紅葉，1936年～1940年由部分洛韶、西拉克、瓦黑爾、西寶、イボホ、マヘヤン與ボクスイ建立）、マフラン社（馬忽蘭）

## 設施

### 教育
- 蕃童教育所：
  - チヤカン蕃童教育所（今花蓮縣立西林國民小學）
  - 見晴蕃童教育所（今花蓮縣立見晴國民小學）
  - タガハン蕃童教育所（今花蓮縣立明利國民小學）
  - マホワン蕃童教育所（今花蓮縣立馬遠國民小學）
  - エフナン蕃童教育所（今花蓮縣立紅葉國民小學）